# ドラゴンボールZ (アーケードゲーム)
『ドラゴンボールZ』（ドラゴンボールゼット）は、1993年に稼動したバンプレストのアーケード用対戦型格闘ゲーム。

## 概要
アーケードでは初となる『ドラゴンボール』の2D格闘ゲームで、当時スーパーファミコンで発売されていた『ドラゴンボールZ 超武闘伝』シリーズのシステムとは大きく異なる。アーケード筐体は原作者の鳥山明がデザインした、ロボット型のオリジナル専用筐体が採用されていた。
原作のナメック星編に登場したキャラクターの8人が使用可能で、ジャンプ動作が存在せずジョイスティックを上に入力することで空中に浮遊する舞空術となるのが特徴。操作は「パンチ」「キック」「必殺技」の3ボタンで行なう。
多くのキャラクターは複数の飛び道具となる技を有している。通常の格闘ゲームでは、飛び道具をもっているキャラクターが有利な場合が多いが、本作ではCボタンで跳ね返すことができるため、力が平衡化している。跳ね返した飛び道具は相手に向かって行くが、跳ね返された飛び道具も再度跳ね返すことができる。数回の往復で消滅する。ただしバータは飛び道具を持っておらず、ピッコロの魔貫光殺砲は跳ね返すことができない。飛び道具にはスピードを制御できるものと、飛ぶ方向をコントロールできる2種類がある。
悟空、悟飯、ピッコロ、ベジータのいずれかで勝利した場合、キャラクターの背中からのアングルとなり、相手にトドメの気光波を放つ動作が挿入される。各キャラクターは移動スピードと当たり判定の広さに違いがある。1人プレイ時に、キャラクターごとのデモはない。初めの4人はランダムで、リクームからは順番に登場し、ラストのボスはフリーザとなる。孫悟空を使用して最後のフリーザ戦までノーコンティニューで辿り着くと、自動的にボス戦を超サイヤ人としてプレイできる。

## 登場人物
- 孫悟空（声優：野沢雅子）
- 孫悟飯（声優：野沢雅子）
- ピッコロ（声優：古川登志夫）
- ベジータ（声優：堀川りょう）
- リクーム（声優：内海賢二）
- バータ（声優：岸野幸正）
- ギニュー（声優：堀秀行）
- フリーザ（声優：中尾隆聖）